# Сокольники-Вторые
Сокольники-Вторые — деревня в Малоярославецком муниципальном районе Калужской области. Входит в сельское поселение «Село Ильинское».

## География
Расположена на  берегу притоке  реки Выпрейка, рядом деревни Старорыбино и Сокольники Первые, на Варшавском шоссе.

## Население
| 2002 | 2010 |
| ---- | ---- |
| 57   | ↘55  |